# Osek (Píseki járás)
Osek település Csehországban, Píseki járásban. Osek Zbelítov, Milevsko és Květov településekkel határos. Lakosainak száma 137 fő (2024. január 1.).

## Népesség
A település lakosságának változását az alábbi diagram mutatja:
| Lakosok száma | 415  | 356  | 363  | 261  | 172  | 132  | 146  | 144  | 130  | 137  |
|               | 1869 | 1890 | 1921 | 1950 | 1980 | 2001 | 2017 | 2019 | 2022 | 2024 |